# Kubátova cesta
 Kubátova cesta je 10,5 km dlouhá žlutě značená krkonošská trasa Klubu českých turistů č. 7217 v okrese Trutnov spojující soutok Úp a Sněžku. Pojmenována je po Miroslavu Kubátovi mmj. autorovi knihy Album ze starých Krkonoš. Její převažující směr je severozápadní. Trasa se ve velké většině nachází na území Krkonošského národního parku.

## Průběh trasy
Počátek Kubátovy cesty se nachází u soutoku Úpy a Malé Úpy v lokalitě Křižovatka na rozcestí s modře značenou turistickou trasou 1818 vedoucí z Vlašských Bud do sedla Cestník. Cesta nejprve stoupá k severozápadu lesní pěšinou jihozápadním úbočím Červeného vrchu na luční enklávu Zahrádky a poté po lesní cestě na Janovy Boudy. Zde se křižuje s modře značenou trasou 1813 ze Spáleného Mlýna do Pece pod Sněžkou. Kubátova cesta stále stoupá lesem po asfaltové komunikaci do jižního úbočí Pěnkavčího vrchu, míjí stejnojmennou luční enklávu a poté pokračuje do sedla mezi ním a Růžovou horou, kde vstupuje do souběhu se zeleně značenou trasou 4250. Společně pokračují přes Portášovy Boudy na rozcestí nad nimi, kde odbočuje rovněž žlutě značená trasa 7211 do Velké Úpy. Obě trasy pokračují stále po asfaltové komunikaci k severozápadu a stoupají na Růžohorky, kde souběh končí a trasa 4250 sestupuje do Pece pod Sněžkou. Kubátova cesta stoupá již samostatně dál na vrchol Růžové hory k mezistanici lanové dráhy Pec pod Sněžkou - Sněžka. Zde se charakter cesty mění na cestu pro pěší. Kubátova cesta klesá do Růžovohorského sedla, nad kterým se nachází rozcestí se zeleně značenou trasou 4246 k chatě Jelenka. Kubátova cesta poté prudce stoupá na vrchol Sněžky, kde končí na rozcestí s červeně značenou Cestou česko-polského přátelství.

## Turistické zajímavosti na trase
- Vyhlídkové místo pod Boudou Jana
- Bouda Jana
- Lanová dráha Velká Úpa - Portášovy Boudy
- Herní krajina Pecka
- Růžohorky s turistickou chatou a vyhlídkovým místem
- Lanová dráha Pec pod Sněžkou - Sněžka
- Sněžka

## Kubátova stezka
Kromě Kubátovy cesty ještě existuje tzv. Kubátova stezka. Z Kubátovy cesty odbočuje na východ v jihozápadním svahu Červeného vrchu a jedná se o neznačenou a těžce schůdnou pěšinu suťovisky v jižním svahu vrchu.